# Landkreis Neuburg an der Donau
Der Landkreis Neuburg an der Donau, amtliche Schreibweise Landkreis Neuburg a.d.Donau, gehörte zum bayerischen Regierungsbezirk Schwaben. Der Landkreis umfasste zu Beginn der Gebietsreform in Bayern am Anfang der 1970er Jahre 85 Gemeinden.

## Geographie

### Lage
Das Kreisgebiet stellte in etwa ein an Donau und Lech angelehntes Dreieck dar und bestand in dieser Form als Bezirksamt Neuburg an der Donau (ab 1939 'Landkreis') seit dem 1. Januar 1880. Die einwohnerstärksten Gemeinden waren Rain, Burgheim, Karlskron und Karlshuld. Kreisstadt war bis zur Auflösung des Landkreises 1972 die kreisfreie Stadt Neuburg an der Donau.

### Nachbarkreise
Der Landkreis grenzte Anfang 1972 im Uhrzeigersinn im Norden beginnend an die Landkreise Eichstätt, Ingolstadt, Schrobenhausen, Aichach, Wertingen und Donauwörth.

## Geschichte

### Bezirksamt
Das Bezirksamt Neuburg folgte im Jahr 1862 dem flächengleichen Landgericht Neuburg.
Anlässlich der Reform des Zuschnitts der bayerischen Bezirksämter erhielt das Bezirksamt Neuburg an der Donau am 1. Januar 1880 38 Gemeinden des Bezirksamts Aichach (den Distrikt Rain, zugleich Amtsgerichtsbezirk) und sieben Gemeinden des Bezirksamts Donauwörth. Gleichzeitig wurden zehn Gemeinden an das Bezirksamt Ingolstadt abgetreten.

### Landkreis
Am 1. Januar 1939 wurde im Deutschen Reich die einheitliche Bezeichnung Landkreis eingeführt. So wurde aus dem Bezirksamt der Landkreis Neuburg an der Donau.
Am 1. April 1940 wurde die kreisfreie Stadt Neuburg an der Donau in den Landkreis eingegliedert. Dies wurde zum 1. April 1948 wieder rückgängig gemacht.
Mit Wirkung vom 1. Juli 1972 wurde der Landkreis im Zuge der Gebietsreform in Bayern aufgelöst:
- Die Gemeinden Echsheim, Kühnhausen, Reicherstein, Schorn und Wiesenbach kamen zum Landkreis Augsburg-Ost, der am 1. Mai 1973 den Namen Landkreis Aichach-Friedberg erhielt.
- Die Gemeinden Heimpersdorf, Neukirchen, Oberbaar, Thierhaupten und Unterbaar kamen zum Landkreis Augsburg-West,  der am 1. Mai 1973 den Namen Landkreis Augsburg erhielt.
- Die Stadt Rain sowie die Gemeinden Bayerdilling, Bergendorf, Etting, Feldheim, Gempfing, Holzheim, Mittelstetten, Münster, Niederschönenfeld, Oberpeiching, Pessenburgheim, Riedheim, Sallach, Stadel, Staudheim, Unterpeiching, Wächtering und Wallerdorf kamen zum Landkreis Nördlingen-Donauwörth, der am 1. Mai 1973 den Namen Landkreis Donau-Ries erhielt.
- Alle übrigen Gemeinden und damit der größte Teil des Landkreises wurden mit dem größten Teil des aufgelösten Landkreises Schrobenhausen und der bis dahin kreisfreien Stadt Neuburg an der Donau zum neuen Landkreis Neuburg an der Donau zusammengefasst, der dem Regierungsbezirk Oberbayern zugeordnet wurde und am 1. Mai 1973 den Namen Landkreis Neuburg-Schrobenhausen erhielt.[5][6]

## Einwohnerentwicklung
| Jahr | Einwohner | Quelle |
| ---- | --------- | ------ |
| 1864 | 18.728    | [ 7 ]  |
| 1885 | 29.712    | [ 8 ]  |
| 1900 | 28.991    | [ 9 ]  |
| 1910 | 31.139    | [ 9 ]  |
| 1925 | 32.652    | [ 10 ] |
| 1939 | 41.729    | [ 11 ] |
| 1950 | 45.394    | [ 12 ] |
| 1960 | 39.300    | [ 13 ] |
| 1971 | 43.000    | [ 14 ] |

## Gemeinden
Die Gemeinden, die es heute noch gibt, sind fett geschrieben.

Landkreis Neuburg an der Donau, Gemeindegrenzenkarte von 1961

| frühere Gemeinde     | heutige Gemeinde     | heutiger Landkreis               |
| -------------------- | -------------------- | -------------------------------- |
| Ambach               | Ehekirchen           | Landkreis Neuburg-Schrobenhausen |
| Attenfeld            | Bergheim             | Landkreis Neuburg-Schrobenhausen |
| Ballersdorf          | Rohrenfels           | Landkreis Neuburg-Schrobenhausen |
| Bayerdilling         | Rain                 | Landkreis Donau-Ries             |
| Bergen               | Neuburg an der Donau | Landkreis Neuburg-Schrobenhausen |
| Bergendorf           | Holzheim             | Landkreis Donau-Ries             |
| Bergheim             | Bergheim             | Landkreis Neuburg-Schrobenhausen |
| Bertoldsheim         | Rennertshofen        | Landkreis Neuburg-Schrobenhausen |
| Bittenbrunn          | Neuburg an der Donau | Landkreis Neuburg-Schrobenhausen |
| Bonsal               | Ehekirchen           | Landkreis Neuburg-Schrobenhausen |
| Bruck                | Neuburg an der Donau | Landkreis Neuburg-Schrobenhausen |
| Buch                 | Ehekirchen           | Landkreis Neuburg-Schrobenhausen |
| Burgheim, Markt      | Burgheim             | Landkreis Neuburg-Schrobenhausen |
| Dezenacker           | Burgheim             | Landkreis Neuburg-Schrobenhausen |
| Dinkelshausen        | Ehekirchen           | Landkreis Neuburg-Schrobenhausen |
| Echsheim             | Pöttmes              | Landkreis Aichach-Friedberg      |
| Ehekirchen           | Ehekirchen           | Landkreis Neuburg-Schrobenhausen |
| Erlbach              | Rennertshofen        | Landkreis Neuburg-Schrobenhausen |
| Etting               | Rain                 | Landkreis Donau-Ries             |
| Feldheim             | Niederschönenfeld    | Landkreis Donau-Ries             |
| Feldkirchen          | Neuburg an der Donau | Landkreis Neuburg-Schrobenhausen |
| Fernmittenhausen     | Ehekirchen           | Landkreis Neuburg-Schrobenhausen |
| Gempfing             | Rain                 | Landkreis Donau-Ries             |
| Grasheim             | Karlshuld            | Landkreis Neuburg-Schrobenhausen |
| Haselbach            | Ehekirchen           | Landkreis Neuburg-Schrobenhausen |
| Hatzenhofen          | Rennertshofen        | Landkreis Neuburg-Schrobenhausen |
| Heimpersdorf         | Baar                 | Landkreis Aichach-Friedberg      |
| Heinrichsheim        | Neuburg an der Donau | Landkreis Neuburg-Schrobenhausen |
| Hollenbach           | Ehekirchen           | Landkreis Neuburg-Schrobenhausen |
| Holzheim             | Holzheim             | Landkreis Donau-Ries             |
| Hütting              | Rennertshofen        | Landkreis Neuburg-Schrobenhausen |
| Illdorf              | Burgheim             | Landkreis Neuburg-Schrobenhausen |
| Joshofen             | Neuburg an der Donau | Landkreis Neuburg-Schrobenhausen |
| Karlshuld            | Karlshuld            | Landkreis Neuburg-Schrobenhausen |
| Karlskron            | Karlskron            | Landkreis Neuburg-Schrobenhausen |
| Klingsmoos           | Königsmoos           | Landkreis Neuburg-Schrobenhausen |
| Kühnhausen           | Pöttmes              | Landkreis Aichach-Friedberg      |
| Kunding              | Burgheim             | Landkreis Neuburg-Schrobenhausen |
| Leidling             | Burgheim             | Landkreis Neuburg-Schrobenhausen |
| Lichtenau            | Weichering           | Landkreis Neuburg-Schrobenhausen |
| Ludwigsmoos          | Königsmoos           | Landkreis Neuburg-Schrobenhausen |
| Mauern               | Rennertshofen        | Landkreis Neuburg-Schrobenhausen |
| Mittelstetten        | Rain                 | Landkreis Donau-Ries             |
| Moos                 | Burgheim             | Landkreis Neuburg-Schrobenhausen |
| Münster              | Münster              | Landkreis Donau-Ries             |
| Neukirchen           | Thierhaupten         | Landkreis Augsburg               |
| Niederschönenfeld    | Niederschönenfeld    | Landkreis Donau-Ries             |
| Oberbaar             | Baar                 | Landkreis Aichach-Friedberg      |
| Oberhausen           | Oberhausen           | Landkreis Neuburg-Schrobenhausen |
| Oberpeiching         | Rain                 | Landkreis Donau-Ries             |
| Ortlfing             | Burgheim             | Landkreis Neuburg-Schrobenhausen |
| Pessenburgheim       | Holzheim             | Landkreis Donau-Ries             |
| Rain, Stadt          | Rain                 | Landkreis Donau-Ries             |
| Reicherstein         | Pöttmes              | Landkreis Aichach-Friedberg      |
| Rennertshofen, Markt | Rennertshofen        | Landkreis Neuburg-Schrobenhausen |
| Ried                 | Neuburg an der Donau | Landkreis Neuburg-Schrobenhausen |
| Riedensheim          | Rennertshofen        | Landkreis Neuburg-Schrobenhausen |
| Riedheim             | Holzheim             | Landkreis Donau-Ries             |
| Rohrbach             | Rennertshofen        | Landkreis Neuburg-Schrobenhausen |
| Rohrenfels           | Rohrenfels           | Landkreis Neuburg-Schrobenhausen |
| Sallach              | Rain                 | Landkreis Donau-Ries             |
| Schönesberg          | Ehekirchen           | Landkreis Neuburg-Schrobenhausen |
| Schorn               | Pöttmes              | Landkreis Aichach-Friedberg      |
| Seiboldsdorf         | Ehekirchen           | Landkreis Neuburg-Schrobenhausen |
| Sinning              | Oberhausen           | Landkreis Neuburg-Schrobenhausen |
| Stadel               | Holzheim             | Landkreis Donau-Ries             |
| Staudheim            | Rain                 | Landkreis Donau-Ries             |
| Stepperg             | Rennertshofen        | Landkreis Neuburg-Schrobenhausen |
| Straß                | Burgheim             | Landkreis Neuburg-Schrobenhausen |
| Thierhaupten, Markt  | Thierhaupten         | Landkreis Augsburg               |
| Trugenhofen          | Rennertshofen        | Landkreis Neuburg-Schrobenhausen |
| Unterbaar            | Baar                 | Landkreis Aichach-Friedberg      |
| Unterhausen          | Oberhausen           | Landkreis Neuburg-Schrobenhausen |
| Untermaxfeld         | Königsmoos           | Landkreis Neuburg-Schrobenhausen |
| Unterpeiching        | Rain                 | Landkreis Donau-Ries             |
| Unterstall           | Bergheim             | Landkreis Neuburg-Schrobenhausen |
| Wächtering           | Rain                 | Landkreis Donau-Ries             |
| Wagenhofen           | Rohrenfels           | Landkreis Neuburg-Schrobenhausen |
| Walda                | Ehekirchen           | Landkreis Neuburg-Schrobenhausen |
| Wallerdorf           | Rain                 | Landkreis Donau-Ries             |
| Weichering           | Weichering           | Landkreis Neuburg-Schrobenhausen |
| Weidorf              | Ehekirchen           | Landkreis Neuburg-Schrobenhausen |
| Wengen               | Burgheim             | Landkreis Neuburg-Schrobenhausen |
| Wiesenbach           | Pöttmes              | Landkreis Aichach-Friedberg      |
| Zell                 | Neuburg an der Donau | Landkreis Neuburg-Schrobenhausen |

## Kfz-Kennzeichen
Am 1. Juli 1956 wurde dem Landkreis bei der Einführung der bis heute gültigen Kfz-Kennzeichen das Unterscheidungszeichen ND zugewiesen. Es wird im Landkreis Neuburg-Schrobenhausen durchgängig bis heute ausgegeben.